# Sycamore, Kentucky
Sycamore är en inkorporerad ort i Jefferson County i Kentucky. Vid 2020 års folkräkning hade Sycamore 166 invånare.